# Marià Alegre d'Aparici i d'Amat
Marià Alegre d'Aparici i d'Amat   (Barcelona, 1756 - 1831) fou un aristòcrata i polític català, primer baró de Castellet.

## Història
Era fill de Miquel Alegre i Roig (1729-1796), que fou jutge d'apel·lacions (1769-1777) i vocal (1779-1783) de la Junta de Comerç, i de Maria Aparici i d'Amat.
Durant la Guerra Gran (1793-1795), fou capità del gremi de sabaters de la Coronela; el 1794 fou un dels creadors del batalló de voluntaris de Barcelona i sostenidor dels Miquelets. El 1797, el rei Carles IV d'Espanya el va ennoblir amb el títol de baró de Castellet com a senyor del Castell de Castellet. Fou elegit president de la Junta de Comerç de Catalunya (1807) i diputat suplent de les Corts de Cadis (1810). Va pronunciar el discurs inaugural de la primera càtedra d'economia a la Universitat de Barcelona.
Tenia la seva residència en un palau al carrer de Montcada de Barcelona. Morí sense fills de la esposa Paula de Duran, i va llegar els seus béns a l'Hospital de la Santa Creu de Barcelona.